# Vila de Frades
Vila de Frades è una freguesia del comune di Vidigueira in Portogallo, nella regione dell'Alentejo, distretto di Beja. Copre una superficie di 25,62 km2 e conta una popolazione di 942 abitanti. 
Vila de Frades fu fondata nel 1255 ed era un comune indipendente fino al 1854; contava, nel 1849, 2.877 abitanti. Fu quindi aggregata al comune di Vidigueira.